# 鄭步雲
鄭步雲（1854年—1916年），亦名鄭步瀛，字馨秋，本名樹桂，人稱「樹舍」。台灣澎湖廳東西澳媽宮人（今澎湖縣馬公市），臺灣清領時期生員、軍職人員、日治時期曾出任媽宮街區長，在日方文獻中多作鄭馨秋。

## 生平
鄭步雲祖父鄭應章（又名建成），原籍福建省漳州府龍溪城古縣社竹腳村，出生於乾隆55年（1790年），於嘉慶17年（1812年）輾轉前往澎湖發展，自此於媽宮東甲（約今馬公市啟明里）久居。
鄭步雲出世於咸豐四年（1854年），生父鄭志德為鄭應章次子，鄭志德在鄭步雲九歲時亡故，生母葉氏緞則於十一歲時辭世，其時鄭步雲僅有一弟鄭步梯（1857年－1890年）尚存，上有一兄、下有二妹全數早夭，情境堪憐，祖母唐氏引笑代為撫養鄭步雲與鄭步梯兄弟。鄭志德長兄鄭懷德乃將鄭步雲收繼膝下，引為次子，鄭懷德另有一子，即「媽宮舉人」鄭步蟾。鄭步蟾原為鄭步雲之堂兄，自此成為禮法上之兄長，而胞弟鄭步梯則延續鄭志德香火故，並未轉嗣，身份變為鄭步雲之堂弟。
鄭步雲曾受業於澎湖秀才郭朝勳、舉人郭鶚翔，亦曾隨同鄭步蟾拜入大龍峒的仕紳陳維英門下；當陳維英過世、門生敬贈輓聯之時，鄭步蟾排於舉人名單第三位，而鄭步雲則排於生員名單中第12位。後，鄭步雲出任兵輪、官輪的會計和文案等職位。
光緒11年（1885年）新曆三月份，法國將領孤拔發動澎湖之役攻佔澎湖群島，鄭步雲當時為澎湖前路軍火總局兼團軍長官一職，在兵荒馬亂之際，設法保存軍火，並運往臺南繳納，獲得上級嘉勉，後轉任臺灣本島的軍營文案。
光緒21年（1895年），清廷因前一年度甲午海戰戰敗於日本，在馬關條約中同意割讓台灣、澎湖群島做為議和條件之一；另在同年度乙未戰爭之中，駐守台灣的原清兵亦不敵日軍。日本成功接收台灣全境之後，頒定「住民去就決定日」，給予居民兩年的期限，自行決定續留原址接受日本統治、或者離開台灣澎湖，移居大清帝國的領土。鄭步雲辭去原清朝官職，先返回故鄉澎湖，在1897年（光緒22年、明治30年）間返回福建廈門，赴往漳州祖籍所在之處省親，復於明治32年（1899年）十二月再回澎湖。
明治43年（1910年）八月，鄭馨秋領銜率領26人開辦「澎湖水產會」，即今澎湖區漁會前身。明治43年至大正三年（1910年－1914年）授命出任澎湖廳媽宮街區長，並出任學務委員、衛生組長等公職，甚至獲得臺灣總督府授予的紳章，惟後不知何故被日本政府收回。
大正五年（1916年），鄭馨秋在農曆八月病逝於澎湖媽宮，享壽63歲。蒙兄長鄭步蟾之福蔭，按清代舊例，獲「武畧郎」之稱號，身後原葬於澎湖觀音亭之南側（今澎防部中正堂、篤行十村附近），後又遷葬於媽宮草樹仔尾（馬公市光明里、光榮里）。

## 家族
- 鄭步雲娶妻林氏秀麟（媽宮南甲人），諡曰守範、另納兩名側室王氏玉（媽宮東甲人）、王氏吾（媽宮南甲人），生有兩名兒子與三名女兒，但僅有長女、次女順利長大成人，其餘皆早夭，故另收有三名養子鄭宏圖、鄭宏洛和鄭宏謨來承嗣香火。[2]
- 鄭步雲之同胞幼弟鄭步梯，本名植桂，咸豐七年（1857年）出生，幼年讀書無成，及長從商，後從事輪船雇業。光緒16年（1890年）逝世於雞籠，享年僅34歲，因未有娶親、亦無留後，鄭步雲乃將第三名養子鄭宏謨出嗣，供奉鄭步梯香火。[2]